# Jean-Christophe Harmand
Pour les articles homonymes, voir Harmand.
Jean-Christophe Harmand est un chercheur français en nanotechnologies. Directeur de recherche au CNRS, il exerce au Laboratoire de photonique et de nanostructures de Marcoussis.

## Récompenses et distinctions
- Médaille d'argent du CNRS (2012[3])